# Coast Guard One

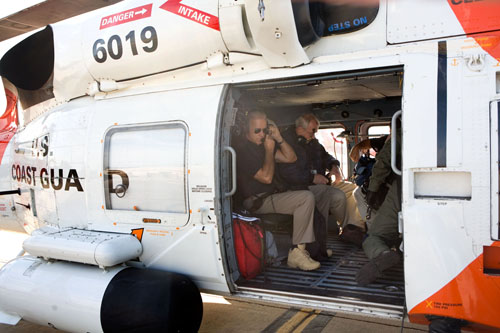
Vice-president Joe Biden aan boord van de Coast Guard Two.

Coast Guard One is het callsign van elk vliegtuig van de United States Coast Guard dat de President van de Verenigde Staten aan boord heeft. Tot nu toe is er nog nooit een Coast Guard One-vlucht geweest. 
Een Amerikaans kustwachtvliegtuig met de Vicepresident van de Verenigde Staten aan boord krijgt het callsign Coast Guard Two. 

## Ander speciaal vervoer
De Commandant van de Coast Guard en de Minister van Homeland Security reizen vaak met een Grumman VC-11A, welke meestal aangeduid wordt met "Coast Guard Zero One". Het toestel is gestationeerd op het USCG Air Station in Arlington, Virginia.

Army One ·

Air Force One ·

Navy One ·

Marine One ·

Coast Guard One ·

Executive One